# Edmond Obrecht

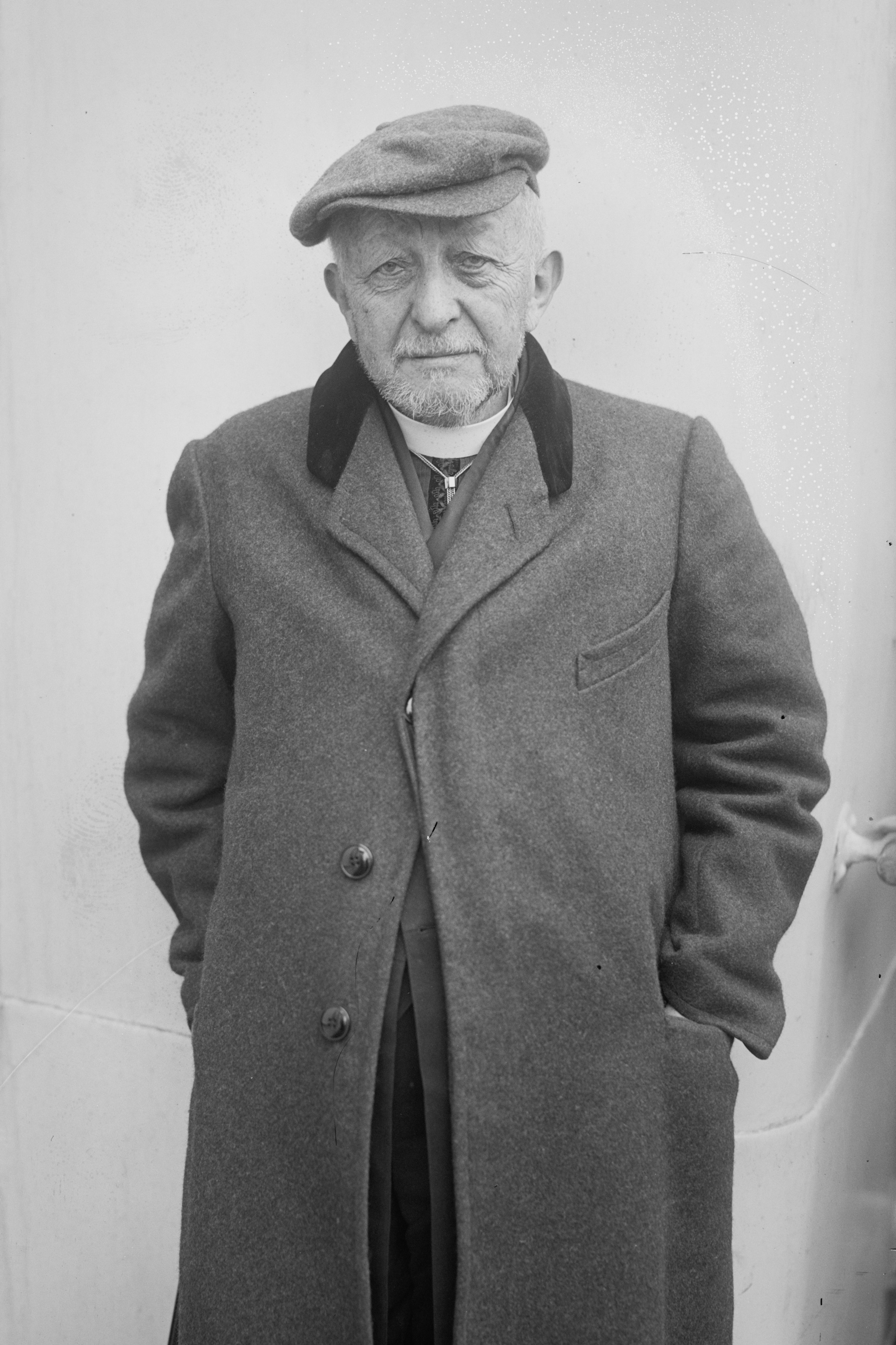
Abt Edmond Obrecht (1900 oder später)

Edmond Obrecht (* 13. November 1852 in Stotzheim (Bas-Rhin), Frankreich; † 4. Januar 1935 in der Trappistenabtei Gethsemani, Vereinigte Staaten) war ein römisch-katholischer Geistlicher, Trappist und Abt.

## Leben und Werk
Edmond (auch: Edmund) Obrecht wuchs im Elsass auf, besuchte eine Seminarschule in Alençon, war Soldat im Deutsch-Französischen Krieg und studierte an der Sorbonne. 1875 trat er in das Trappistenkloster La Trappe ein und wurde 1878 zum Priester geweiht. Dann war er bis 1892 in Rom Sekretär der Generalprokuratoren François-Régis Martrin-Donos (1808–1880) und Stanislaus White (1838–1911). Von 1893 bis 1897 sammelte er in Europa und in den Vereinigten Staaten Spenden für den Aufbau der Abtei Tre Fontane. Von 1898 bis zu seinem Tod war er Abt der Abtei Gethsemani in Kentucky.
Der Katalog der von ihm gesammelten und an der Western Michigan University aufbewahrten mittelalterlichen Handschriften (und Dokumente aus der Zeit der Französischen Revolution) wurde 2016 vom Center for Cistercian and Monastic Studies herausgegeben.

## Werke
- (mit Marie-Eutrope Proust, 1809–1874): Gethsemani Abbey. A narrative. 1899. Lexington, Ky., University of Kentucky, 2002.